# 沥海街道
沥海街道，原为沥海镇，中国浙江省绍兴市越城区下辖的一个街道。2019年10月15日，撤镇设街道。2021年2月21日，上虞区沥海街道的管辖区域划归绍兴市越城区。

## 行政区划
沥海街道现辖：
沥海居委会、三汇居委会、阮家村、四联村、渔村、光荣村、民生村、伟明村、联谊村、新联村、城西村、百沥村、南桥村、联邵村、城沿村、华平村、南汇村、舜海村、华东村、潭许村、郭渎村、沥东村、二渡村、东海村。